# Bradylalia
Bradylalia – objaw chorobowy przejawiający się opóźnieniem (spowolnieniem) mowy, występujący najczęściej przy akinezji.